# Русские в Австрии
Русская  община Австрии насчитывает около 100 тысяч человек. Большая часть русских Австрии проживают в Вене.
В Австрии русские впервые появились ещё в XVII веке, это были преимущественно студенты и желавшие открыть собственные предприятия. Значительная часть белой эмиграции осела в Австрии в 1920-е годы. Очередная волна эмигрантов из России поднялась в 1990-е годы: этими людьми были начинающие предприниматели и спортсмены.